# Dorfstraße 16 (Kottgeisering)

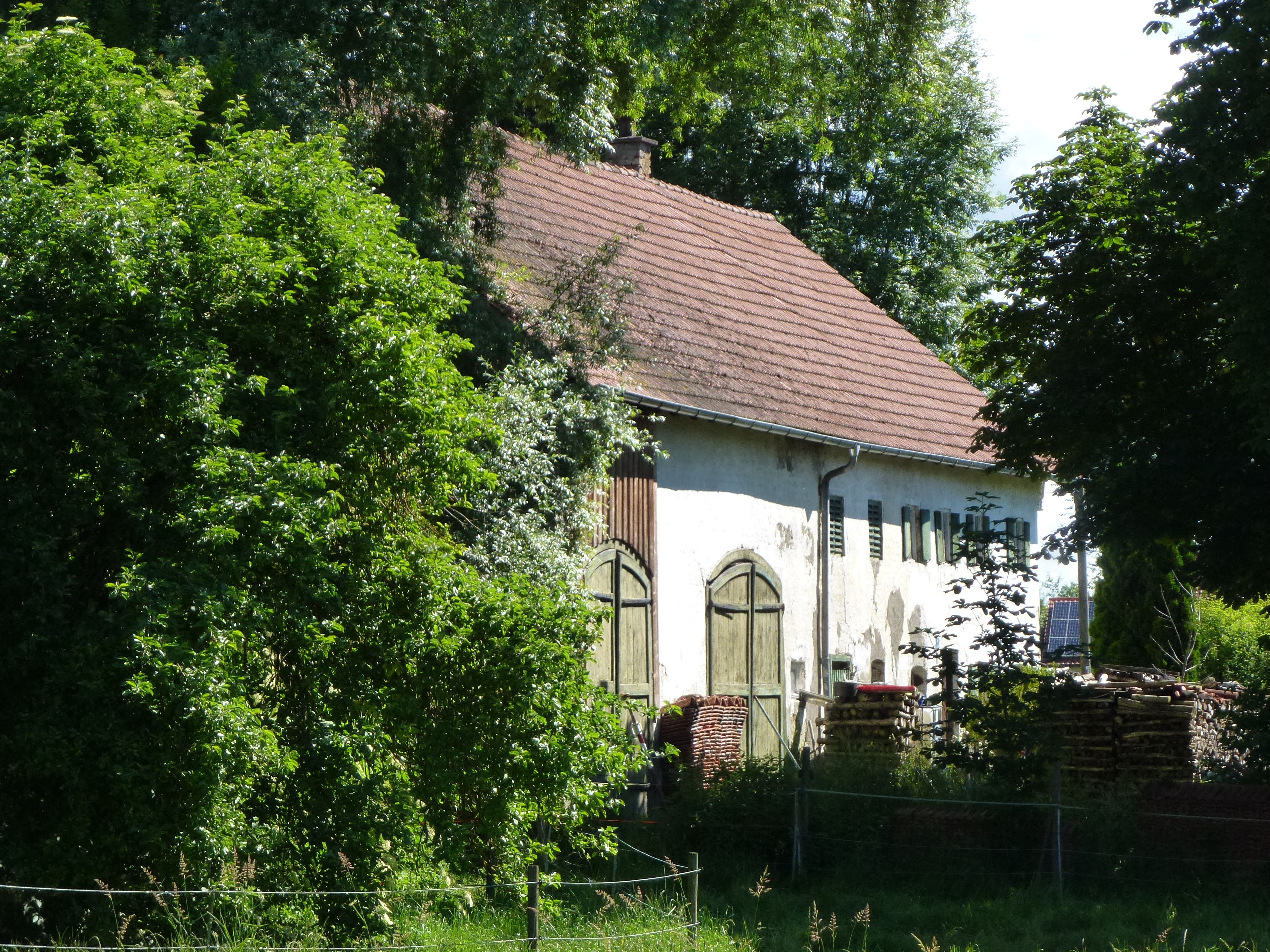
Ehemaliges Bauernhaus Dorfstraße 16 in Kottgeisering

Das ehemalige Bauernhaus Dorfstraße 16 in Kottgeisering, einer Gemeinde im oberbayerischen Landkreis Fürstenfeldbruck, wurde im Kern im 18. Jahrhundert errichtet. Der Einfirsthof ist ein geschütztes Baudenkmal.
Der zweigeschossige Mitterstallbau mit Satteldach wurde 1886 verändert. Im Inneren sind noch die Kammerstiege und ein Wandkastl aus dem 18. Jahrhundert vorhanden.